# It's all about us 〜from the motion picture "BEAT"〜
「It's all about us」（イッツ・オール・アバウト・アス）は、tohkoの4枚目のシングル。1998年9月9日にフライトマスター（ポニーキャニオン）から発売された。

## 解説
1stアルバム『籐子』からのリカットシングル。表題曲「It's all about us」は、アルバム収録時に「from the motion picture "BEAT"」という副題が付けられていたが、当シングルでは特に表記されていない。公式サイトでも同様に当シングルに副題は付いていないが、音楽配信サービスなどでは副題が表記されている場合がある。
表題曲は、宮本亜門の初監督作であり、真木蔵人と内田有紀が主演を務めた映画『BEAT』（松竹系）の主題歌として起用された。
tohkoのシングルとしては、7番目の売上を記録している（オリコン調べ）。

## 収録曲
| #         | タイトル                         | 作詞           | 作曲・編曲           | 時間  |
| --------- | -------------------------------- | -------------- | -------------------- | ----- |
| 1.        | 「It's all about us」            | 小室哲哉・MARC | 小室哲哉・久保こーじ | 6:32  |
| 2.        | 「Orgel」                        | HIROSHI        | 久保こーじ           | 5:18  |
| 3.        | 「It's all about us 〜TV mix〜」 |                |                      | 6:28  |
| 合計時間: | 合計時間:                        | 合計時間:      | 合計時間:            | 18:18 |

### クレジット
- Produced : 小室哲哉
- Mixed : John Van Nest

## 収録作品
- オリジナル『籐子』（1998年）
- ベスト『tohko BEST ALBUM 10+5』（2001年）
- ベスト『tohko BEST ALBUM 10+5 〜10th Anniversary edition〜』（2008年）